# Alpiscorpius gamma
Alpiscorpius gamma, auch Gammaskorpion genannt, ist eine Skorpionart aus der Familie der Euscorpiidae. Zunächst als Euscorpius gamma im Jahr 2000 als eigene Art von E. germanus abgetrennt, wurden 2019 einige neue Skorpionarten beschrieben und im Zuge dessen die Untergattung Alpiscorpius auf Gattungsniveau erhoben. In diese Gattung wurde auch A. gamma eingeordnet. Das bisher bekannte südostmitteleuropäische Areal der Art umfasst den äußersten Süden von Österreich, den Nordosten Italiens sowie Slowenien und Kroatien; die Südostgrenze der Verbreitung auf der Balkanhalbinsel ist bisher unklar.

## Merkmale
Alpiscorpius gamma ist wie alle Arten der Gattung relativ klein, die Tiere haben im Mittel eine Körperlänge von etwa 32 mm. Sie sind insgesamt recht hell braun, die bauchige Giftblase des Männchens ist einfarbig hell- bis gelbbraun. Die Unterscheidung von den extrem ähnlichen und zum Teil sympatrisch vorkommenden Arten Euscorpius carpathicus, E. germanus und E. mingrelicus ist nur anhand des Vergleichs mehrerer feinmorphologischer Merkmale möglich. Bei E. gamma ist der Vorderrand des Carapax gerade und die Beine sind recht schwach pigmentiert. Die Pedipalpenhand (Chela manus) hat ventral vier Trichobothrien. Die Trichobothrien "est" und "dsb" auf dem festen Finger des Pedipalpus sind dicht benachbart. Die Patella der Pedipalpen hat auf der Ventralseite meist 5, seltener 6 Trichobothrien und auf der distalen Seite 20 bis 22, wobei die sogenannte Gruppe "et" 4 Trichobothrien umfasst.

## Verbreitung und Lebensraum
Das bisher bekannte südostmitteleuropäische Areal der Art umfasst den äußersten Süden des Bundeslandes Kärnten in Österreich, den Nordosten Italiens sowie Slowenien und Kroatien; die Südostgrenze der Verbreitung auf der Balkanhalbinsel ist bisher unklar.
E. gamma bewohnt feuchte Bergregionen und wird dort unter Steinen, Totholz oder unter der Rinde alter Bäume gefunden. In Österreich bewohnt die Art felsreiche Habitate wie Blockhalden, Schuttfluren und Erosionsrinnen ebenso wie ursprüngliche Buchen- und Buchenmischwälder und Kiefernwälder mit viel Totholz und Felsbrocken.

## Systematik
Alpiscorpius gamma wurde erst im Jahr 2000 aufgrund morphologischer und molekulargenetischer Untersuchungen als eigene Art von E. germanus abgetrennt. Unterarten sind bisher nicht beschrieben.

## Gefährdung
In Österreich gilt Alpiscorpius gamma als stark gefährdet. Hauptgefährdungsursachen sind forstliche Maßnahmen wie Aufforstungen von Offenflächen mit Fichten, Rodungen und Anwendung von Insektiziden, Umwandlung von Laub- und Laubmischwäldern in Fichtenforste, Bodenverdichtungen, die Entfernung von Saumgesellschaften, Alt- und Totholz sowie Wegebau. Weitere Gefährdungen entstehen durch Bebauung, Sicherungsmaßnahmen wie Lawinenverbauung und die Sicherung oder Sprengung rutschgefährdeter Fels- und Hangbereiche. Alle diese Maßnahmen verursachen eine zunehmende Fragmentierung und Isolation der Vorkommen.